# Johnny Hansen (músico)
Johnny Hansen, nome artístico de Marcos Ricardo Pereira da Fonseca (Santos, 23 de Março de 1961, Santos, 7 de Abril de 2017) foi um guitarrista brasileiro, conhecido por seu trabalho nas bandas santistas Vulcano e Harry, considerado um dos músicos mais influentes da história do rock nacional, e um dos nomes mais importantes da história do rock eletrônico brasileiro.
Hansen foi um dos co-fundadores da maior comunidade de guitarras do orkut, a Guitarras e Guitarristas (G&G), que chegou a ter mais de 45 mil pessoas. Anos mais tarde, a comunidade migrou para o facebook. Johnny comentava sobre todos os assuntos e era admirado por milhares de pessoas nas redes sociais, dono de uma opinião forte e racionalidade impecável, usava de sua experiência de anos de estrada para instruir milhares de jovens que pela comunidade passaram e que, até hoje, nutrem profunda admiração por ele.

## Carreira
Antes de alcançar a notoriedade com a banda Harry, em 1985, Hansen formou vários projetos, passou pela Vulcano, mas foi na Bi-Sex que alcançou um sucesso comercial na região, lembrando que sua primeira banda foi o "The Yardrats", ao lado de  Rick Johnsson (baixo e Teclados), Abílio (Vocais), Keith (Vocal, Piano) e Nelsinho (Bateria).
Em seu período na Vulcano, Hansen tocava com uma máscara de carrasco escondendo o rosto. E foi ele quem escolheu o cantor que daria cara e interpretação gutural ao Vulcano da fase pesada: Angel. Além disso, é dele também a autoria da música "Witches Sabbath", uma das mais conhecidas músicas da banda.
Em 1984, Hansen e o amigo César Di Giacomo aproveitaram que o movimento new wave estava começando a ganhar um forte apelo popular na cidade, e criaram a banda Bi-Sex, que ainda tinha Denise Tesluki nos vocais. As oportunidades surgiram rápido para a banda. Radialistas, donos de casas de shows e público confiaram muito no sucesso do trio. A música "Magia" chegou a ocupar o segundo lugar nas paradas das rádios Tri FM e Guarujá FM.
Em 1985, após a tentativa frustrada de ganhar dinheiro com a banda Bi-Sex, Johnny Hansen e César Di Giacomo decidiram produzir um som novo. Influenciados por The Clash, Kraftwerk e Joy Division, a dupla criou a banda Harry. Dois anos depois, a banda lançou, pela gravadora Wop Bob, seu primeiro disco: Fairy Tales, considerado um dos discos mais emblemáticos do underground brasileiro. O segundo disco, Vessels Town, lançado em 1990, marca a saída de César Di Giacomo da banda, que foi “trocado” por uma bateria eletrônica. O LP é um grande marco do synthpop e Electronic Body Music (EBM) no Brasil.
Em 2014, Hansen participou do Programa Vitrola Verde, apresentando por Cesar Gavin, e que foi exibido em 27 de agosto de 2014.
Desde 2014, ele também desenvolvia um trabalho paralelo como guitarrista da banda santista "This Fucking Hate".

## Discografia
Com a banda Vulcano
- 1984 - Devil on My Roof

Com a banda Harry
- 1987 - Caos (EP)
- 1988 - Fairy Tales
- 1990 - Vessels' Town
- 2005 - Taxidermy-Boxing Harry (Box CD)
- 2014 - Electric Fairy Tales